# 陳惟芝
陳惟芝（1538年—1612年），字德禎，號光宇，河南河南府孟津縣人，民籍，明朝政治人物。

## 生平
萬曆七年（1579年）己卯科河南鄉試第二十六名，萬曆八年（1580年）聯捷庚辰科會試第二百九十六名，登三甲第四十九名進士。刑部觀政，本年授雒川县令，十四年行取考选，授广西道监察御史，十六年河南发生饥荒，请求发放怀卫贮藏的仓粮七千石赈济，皇帝允许。之後巡视漕河、巡按蘇松、顺天，当时日本入侵朝鲜，上疏献策，被皇帝采纳。二十二年监順天乡试，差巡视京营，二十三年擢大理寺右寺丞，二十六年五月晉升右少卿，七月升都察院右佥都御史、总理粮储提督军务巡抚应天等处。上疏乞请停止征收矿税，疏文六次上呈，都没有得到回应，至是绘图明孝陵，声称矿税妨碍皇陵风水，皇帝览图后就立即停止征税。二十八年丁忧去职，后会推大理寺卿、左佥都御史、南京刑部侍郎，都没有赴任。为家乡豁免传金七百馀两，请求发粮救活饥民，得到乡人祭拜，万历四十年六月去世，享年七十五。

## 家族
曾祖陳貫；祖父陳天秩；父陳穎，號逸庵，封知县。母雷氏。弟陳惟蘭（陳燿父）。長子陳炳，萬曆拔貢，授陝西安塞縣令；陳炳子陳伯元，號谷城，丁酉副貢授司李。次子陳爌，字去炫，號公朗，學最富，尤工書法，登順治丙戌（1646年）進士，被選為庶吉士，歷官詹事府詹事、山東右布政使、陝西左布政使。季子陳燝，號湛明，天啓甲子科舉人，歷官定州兵備道，有威德，民繪像祀之，而忠信亦孚於鄉，津人建生祠焉。陳爊，崇祯癸未进士。